# Kelheim (distrito)
Kelheim é um distrito da Alemanha, na região administrativa de Niederbayern, estado de Baviera.

## Cidades e Municípios
- Cidades:

1. Abensberg
2. Kelheim
3. Mainburg
4. Neustadt an der Donau
5. Riedenburg

- Municípios:

1. Aiglsbach
2. Attenhofen
3. Bad Abbach
4. Biburg
5. Elsendorf
6. Essing
7. Hausen
8. Herrngiersdorf
9. Ihrlerstein
10. Kirchdorf
11. Langquaid
12. Painten
13. Rohr in Niederbayern
14. Saal an der Donau
15. Siegenburg
16. Teugn
17. Train
18. Volkenschwand
19. Wildenberg